# Achille Lauro
Achille Lauro (splavljena kot Willem Ruys) je bila potniška prekooceanska ladja, ki so jo leta 1985 ugrabili teroristi.
Ladjo je naročilo podjetje Rotterdamsche Lloyd v letu 1938, graditi pa so jo začeli leta 1939 v nizozemski ladjedelnici Vlissingen. Gradnjo ladje je zmotil začetek druge svetovne vojne, v kateri je bila v dveh bombnih napadih poškodovana. Tako je bila gradnja končana šele julija 1946, ladja pa je bila splovljena konec leta 1947 pod imenom Willem Ruys. Na prvo plovbo je odšla 2. decembra. 
Ladja je v dolžino merila 192, v višino pa 25 metrov. Njen ugrez je bil 8,9 metrov, skupni izpodriv pa je znašal 21.110 ton. Na krovu je bilo prostora za 900 potnikov, za pogon pa je skrbelo osem 8 motorjev tipa Sulzer, ki so poganjali dva vijaka. 
Leta 1964 je bila ladja prodana italijanskemu podjetju Flotta Lauro Line (Star Lauro), to pa jo je prekrstilo v Achille Lauro (po bivšemu županu Neaplja, Achillu Lauru). V istem letu je Star Lauro kupil tudi sestrsko ladjo Achille Lauro, ki jo je poimenovalo Angelina Lauro. 
Ladjo so povsem prenovili, redne plovbe pod novo zastavo pa je začela leta 1966. Achille Lauro je svojo pot končala v požaru, ki je na njej izbruhnil 30. novembra 1994, ladja pa je zaradi posledic potonila tri dni kasneje.

## Ugrabitev
Achille Lauro so 7. oktobra 1985 v teritorialnih vodah Egipta ugrabili štirje pripadniki Palestinske osvobodilne fronte. Ladjo, ki je plula pod italijansko zastavo, so ugrabili na plovbi iz Aleksandrije v Port Said, približno deset morskih milj pred obalo Egipta in prevzeli nadzor nad njo. 
Ob zajetju je bilo na ladji 545 potnikov in članov posadke, zahteve ugrabiteljev pa so bile, naj Izrael iz svojih zaporov izpusti 50 pripadnikov gibanja. V nasprotnem so teroristi grozili s pobojem vseh talcev. Grožnjo so podkrepili z usmrtitvijo invalidnega ameriškega potnika judovskega rodu, Leona Klinghofferja, katerega truplo so vrgli s krova ladje.
Še pred izvedbo reševalne akcije, ki so jo nameravale izpeljati specialne enote Egipta, so se teroristi 9. oktobra 1985 z ladje umaknili. Po pogajanjih so se teroristi s potniškim letalom poskušali umakniti v Tunizijo. Med letom so jih prestregla ameriška lovska letala in jih prisilila k pristanku v Natovi bazi Sigonella na Siciliji, kjer so pripadnike gibanja aretirali. Ostali potniki, ki so bili na plovbi, ko so jo teroristi ugrabili, so kljub protestom italijanske vlade smeli nadaljevati potovanje. Obstaja verjetnost, da se je s preostalimi potniki v Tunizijo umaknil tudi vodja teroristov Abu Abbas, ki ga ni bilo med aretiranimi teroristi.